# The Return of the Native
The Return of the Native ist ein US-amerikanisch-britisches Filmdrama von Jack Gold aus dem Jahr 1994. Das Drehbuch von Robert W. Lenski basiert auf dem bislang nicht verfilmten gleichnamigen Roman (in deutscher Übersetzung erschienen als: Die Heimkehr (1949), Die Rückkehr (1955), Clyms Heimkehr (2013) und Auf verschlungenen Pfaden (2015)) von Thomas Hardy aus dem Jahr 1878.

## Handlung
Der Film beginnt mit der nächtlichen Szene der traditionellen Feuer in der Guy Fawkes Night am 5. November in Egdon Heath, einem fiktiven Ort in der von Hardy geschaffenen südenglischen Grafschaft Wessex. Der Rötelmann Diggory Venn bringt in seinem Karren Thomasin Yeobright nach Hause zurück, nachdem ihre Hochzeit mit dem unzuverlässigen Schankwirt Damon Wildeve wegen eines formalen Fehlers in der Heiratserlaubnis nicht zustande gekommen ist. Ihre Rivalin ist die bei ihrem Großvater lebende exotische, der Hexerei verdächtigte Eustacia Vye, die ein Auge auf Damon Wildeve geworfen hat, ihn aber hinhält, bis der Cousin Tomasins, Clym Yeobright, als erfolgreicher Juwelier aus Paris zurückkommt. Während sie hofft, durch eine Heirat mit ihm in Paris ein aufregenderes Leben führen zu können, entscheidet sich Yeobright jedoch, als Lehrer in seinem Heimatort Egdon Heath zu bleiben. Eustacia, durch die Ernsthaftigkeit der Studien Clyms und seiner daraus resultierenden Erblindung irritiert, geht daraufhin eine Affäre mit Damon Wildeve ein, der inzwischen mit Thomasin Yeobright verheiratet ist.
Als Clyms Mutter ihn aufsucht, um sich mit ihm nach einer Zeit der Entfremdung zu versöhnen, aber von Eustacia, die sich mit Damon getroffen hat, nicht eingelassen wird, kehrt sie zurück und verstirbt auf dem Weg an einem Hitzeschlag. Nach Vorwürfen gegen Clym kehrt Eustacia in das Haus ihres Großvaters zurück, wo sie auf seine Vergebung wartet. Am folgenden Guy Fawkes Tag, ein Jahr nach Beginn der Geschichte, verlässt sie enttäuscht, ohne Clyms Brief erhalten zu haben, zusammen mit Damon den Ort, um nach Paris zu fliehen. Am vereinbarten Treffpunkt stürzt sie bei einem Unwetter in einen Fluss und ertrinkt zusammen mit Damon, während Clym von Diggory Venn gerettet wird. Im darauffolgenden Frühjahr heiraten Diggory und Tomasin, während Clym als wandernder Prediger fortzieht.

## Kritiken
In seiner Besprechung des Films in der Los Angeles Times verwies Ray Loynd auf die grundsätzliche Schwierigkeit, wenn nicht Unmöglichkeit der adäquaten filmischen Umsetzung eines Hardy-Romans, dessen Tiefe und Depressivität keinesfalls erreicht werden.
Frederic and Mary Ann Brussat schrieben auf www.spiritualityandpractice.com, der Film zeige, wie die Besessenheit einer „atemberaubend schönen“ Frau die Ruhe und das Gleichgewicht einer englischen Dorfgemeinde störe. Er erzähle über Enttäuschung und zerschmetterte Träume.

## Auszeichnungen
Der Film wurde im Jahr 1995 als Beste Mini-Serie oder TV-Film für den Golden Globe Award nominiert. Er wurde 1995 für den Tonschnitt für den Emmy Award nominiert.

## Hintergrund
Der Film wurde in Exmoor National Park in Devon (England) gedreht.